# (500537) 2012 UH18
(500537) 2012 UH18 es un asteroide que forma parte del cinturón interior de asteroides, descubierto el 17 de septiembre de 2012 por el equipo del Spacewatch desde el Observatorio Nacional de Kitt Peak, Arizona, Estados Unidos.

## Designación y nombre
Designado provisionalmente como 2012 UH18.

## Características orbitales
2012 UH18 está situado a una distancia media del Sol de 1,851 ua, pudiendo alejarse hasta 1,978 ua y acercarse hasta 1,724 ua. Su excentricidad es 0,068 y la inclinación orbital 20,66 grados. Emplea 919,937 días en completar una órbita alrededor del Sol.

## Características físicas
La magnitud absoluta de 2012 UH18 es 18,8. 